# 메드베드코보역
메드베드코보역(러시아어: Медведково)은 모스크바 지하철 칼루시스코 리시스카야 선의 북쪽 시종착역이다.

## 역사
메드베드코보 역은 1978년 9월 30일에 개장하였다.

## 위치
메드베드코보 역은 세베로보스토치니 구 세베르노예 메드베드코보 지역에 위치하며, 출입구는 그레코바 스트리트 바로 서쪽 시로카야 거리 양쪽에 있다. 이 역에서는 모스크바주 미티시로 가는 버스를 이용할 수 있다.

## 구조
메드베드코보 역은 1면 2선의 섬식 승강장 구조이다. 북쪽과 남쪽에 두 개의 지상 대합실을 가지고 있는데, 북쪽 대합실은 3개의 에스컬레이터가 남쪽과 연결되어 있고 2011년 2월 28일부터 2012년 5월 31일까지 북쪽 대합실은 일시적으로 폐쇄되었다.

## 설계
메드베드코보 역은 건축가 니나 아실리나와 나탈랴 사모일로바에 의해 설계되었다. 본 역은 분홍색 대리석으로 면한 플레어 기둥과 스테인리스 스틸 조각이 특징이다. 역의 외벽은 M이 플래크로 펑크낸 양극화된 알루미늄의 붉은 대리석과 연동 삼각형으로 코팅되어 있고 장식의 주제는 북부를 정복하자는 뜻이 담겨있다.

## 같이 보기
- (러시아어) metro.ru
- (러시아어) metrowalks.com
- (러시아어) news.metro.ru